# تپه نخودک
تپه نخود در شهرستان چناران، بخش گلبهار، دهستان گلمکان، روستا ی دولت‌آباد واقع شده است و این اثر در تاریخ ۲۷ اسفند ۱۳۸۶ با شمارهٔ ثبت ۲۲۳۰۰ به‌عنوان یکی از آثار ملی ایران به ثبت رسیده است.